# Arsenio Chirinos
Arsenio Chirinos, né le 14 décembre 1934 à Caracas et mort le 13 octobre 2015 à Barcelona (Venezuela), est un coureur cycliste vénézuélien.

## Biographie
Aux Jeux d'Amérique centrale et des Caraïbes de 1954, au Mexique, il remporte trois médailles. Il participe ensuite à deux reprises aux Jeux olympiques, en 1956 et 1960.